# Amtsgericht Meerane
Das Amtsgericht Meerane war ein Gericht der ordentlichen Gerichtsbarkeit und ein Amtsgericht in Sachsen mit Sitz in Meerane.

## Geschichte
In Meerane bestand bis 1879 das Gerichtsamt Meerane als Eingangsgericht. Im Rahmen der Reichsjustizgesetze wurden 1879 im Königreich Sachsen die Gerichtsämter aufgehoben und Amtsgerichte, darunter das Amtsgericht Meerane, geschaffen. Der Gerichtssprengel umfasste Meerane, Breitenbach, Cauritz (sächsischer Anteil), Crotenlaide, Dennheritz, Dittrich, Götzenthal, Oberdorf, Oberschindmaas mit Berghäusern, Pfaffroda, Schönberg, Seiferitz mit Sandgrubenhäusern, Tettau, Waldsachsen und Wünschendorf. Das Amtsgericht Meerane war eines von 16 Amtsgerichten im Bezirk des Landgerichtes Zwickau. Der Amtsgerichtsbezirk umfasste danach 25.413 Einwohner. Das Gericht hatte damals zwei Richterstellen und war ein mittelgroßes Amtsgericht im Landgerichtsbezirk.
Mit dem Gerichtsverfassungsgesetz vom 2. Oktober 1952 wurden das Amtsgericht Meerane in der DDR aufgehoben und das Kreisgericht Glauchau an seiner Stelle eingerichtet. Gerichtssprengel war nun der Kreis Glauchau.